# Cladotanytarsus aegyptius
Cladotanytarsus aegyptius är en tvåvingeart som beskrevs av Ghonaim, Ali och Amer 2005. Cladotanytarsus aegyptius ingår i släktet Cladotanytarsus och familjen fjädermyggor.
Artens utbredningsområde är Egypten. Inga underarter finns listade i Catalogue of Life.